# Jean-Aimé de Lacoste
Jean-Aimé de Lacoste, né le 7 juin 1740 à La Rochelle (Charente-Maritime) et mort le 14 novembre 1815 à Paris, était un homme politique français.

## Biographie
Jean-Aimé de Lacoste est le fils de François Aimé de Lacoste, officier-major, capitaine de frégate et de navire marchand, et de Magdeleine Marie Micheau.
Élève chez les Oratoriens, y suit de brillantes études et exerce la profession d'avocat à La Rochelle. L'Académie de cette ville ayant mis au concours, en 1767, l'éloge de Henri IV, il présente, l'année suivante, un mémoire qui est particulièrement remarqué ; la Société l'appelle, le 30 décembre 1768, à siéger dans son sein. En 1768, de Lacoste figure parmi les notables du corps de ville de la Rochelle ; secrétaire de l'intendance d'Aunis, il est nommé, en 1771, subdélégué de l'intendance à la Rochelle, et remplit, à partir de 1781, les fonctions de conseiller assesseur de la commune, membre de l'amirauté, des échevins, de la sénéchaussée, etc. 
Conseiller assesseur de la commune, membre de la municipalité et procureur de la commune de La Rochelle, administrateur du département en 1790, il préside les deux premières sessions du conseil général ouvertes à Saintes en 1790 ; mais il quitte ces fonctions sur la nouvelle de sa nomination de premier juge ou de président du tribunal du district de la Rochelle. À ce moment, il cessa de signer de Lacoste, comme l'avait fait son père, pour prendre le nom de Delacoste, en un seul mot.
Il est élu le 28 août 1791, député de la Charente-inférieure à l'Assemblée législative.
Appelé au Conseil des Anciens le 5 brumaire an IV (27 octobre 1795), il y demeura jusqu'au 1er prairial an VII (20 mai 1799). Il y fut secrétaire général puis président.
Il est le beau-père de François Pétiniaud.

## Distinctions
Il est reçu dans la Légion d'honneur[réf. souhaitée] le 14 juin 1804, et créé chevalier de l'Empire le 10 septembre 1808.

## Sources
- « Jean-Aimé de Lacoste », dans Adolphe Robert et Gaston Cougny, Dictionnaire des parlementaires français, Edgar Bourloton, 1889-1891 [détail de l’édition]